# フレジソン・パイシャオン
フレジソン・パイシャオン（Fredson Paixão、1979年5月13日 - ）は、ブラジルの男性柔術家、総合格闘家。アマゾナス州マナウス出身。アメリカ合衆国ネバダ州ラスベガス在住。シンジケートMMA所属。ブラジリアン柔術四段。ブラジリアン柔術では黒帯ペナ級でムンジアル2連覇、ブラジレイロ4連覇の実績を有する。

## 来歴
2004年8月22日、初参戦となったパンクラスで前田吉朗と対戦し、判定負け。
2006年4月8日、DEEP初参戦となったDEEP 25 IMPACTで今成正和と対戦し、判定勝ち。
2007年5月19日、Gracie FCウェルター級王座決定戦でトーマス・デニーと対戦し、腕ひしぎ十字固めで一本勝ちを収め王座獲得に成功した。
2009年4月5日、WEC 40でWEC初参戦。ヴァグネイ・ファビアーノに判定負けを喫した。
2009年8月9日、WEC 42でコール・プロヴァンスと対戦し、判定負けとなったが、試合後の検査でプロヴァンスにステロイドの陽性反応が検出されたため、ノーコンテストへ裁定が変更された。
2010年5月29日、UFCファンエキスポで行なわれたGrapplers Questのスーパーファイトで宇野薫と対戦し、腕ひしぎ十字固めで一本勝ち。
2010年8月18日、WEC 50でブライアン・キャラウェイと対戦し、2-1の判定勝ちを収めた。
2010年12月4日、UFC初参戦となったThe Ultimate Fighter: Team GSP vs. Team Koscheck Finaleでパブロ・ガーザと対戦し、跳び膝蹴りでKO負けを喫した。

## 戦績

### 総合格闘技
| 総合格闘技 戦績 | 総合格闘技 戦績 | 総合格闘技 戦績 | 総合格闘技 戦績 | 総合格闘技 戦績 | 総合格闘技 戦績 | 総合格闘技 戦績 |
| --------------- | --------------- | --------------- | --------------- | --------------- | --------------- | --------------- |
| 16 試合         | (T)KO           | 一本            | 判定            | その他          | 引き分け        | 無効試合        |
| 10 勝           | 1               | 5               | 4               | 0               | 0               | 1               |
| 5 敗            | 1               | 0               | 4               | 0               | 0               | 1               |

| 勝敗 | 対戦相手                   | 試合結果                       | 大会名                                                   | 開催年月日     |
| ×    | ランス・パーマー           | 5分3R終了 判定1-2              | RFA 4: Griffin vs. Escudero                              | 2012年11月2日  |
| ×    | パブロ・ガーザ             | 1R 0:51 KO（跳び膝蹴り）       | The Ultimate Fighter: Team GSP vs. Team Koscheck Finale  | 2010年12月4日  |
| ○    | ブライアン・キャラウェイ   | 5分3R終了 判定2-1              | WEC 50: Cruz vs. Benavidez 2                             | 2010年8月18日  |
| ○    | コートニー・バック         | 1R 2:39 チョークスリーパー     | WEC 47: Bowles vs. Cruz                                  | 2010年3月6日   |
| －   | コール・プロヴァンス       | ノーコンテスト（薬物検査失格） | WEC 42: Torres vs. Bowles                                | 2009年8月9日   |
| ×    | ヴァグネイ・ファビアーノ   | 5分3R終了 判定0-3              | WEC 40: Torres vs. Mizugaki                              | 2009年4月5日   |
| ○    | トーマス・デニー           | 1R 4:32 腕ひしぎ十字固め       | Gracie FC: Evolution 【Gracie FCウェルター級王座決定戦】 | 2007年5月19日  |
| ○    | 今成正和                   | 5分3R終了 判定2-0              | DEEP 25 IMPACT                                           | 2006年8月4日   |
| ×    | マルコ・ロウロ             | 5分3R終了 判定0-3              | Jungle Fight 6                                           | 2006年4月29日  |
| ○    | マイク・フレンチ           | 2R 0:42 腕ひしぎ十字固め       | Gracie FC: Team Gracie vs. Team Hammer House             | 2006年3月3日   |
| ○    | ミラン・ジュラスノヴィッチ | 1R チョークスリーパー          | Jungle Fight 5                                           | 2005年11月26日 |
| ○    | ジョン・ロバート           | 3R 1:41 チョークスリーパー     | Jungle Fight 4                                           | 2005年5月21日  |
| ○    | ファビオ・メロ             | 5分3R終了 判定3-0              | Jungle Fight 3                                           | 2004年10月23日 |
| ○    | アンドレ・ロドリゲス       | TKO                            | Papucaia Fight                                           | 2004年9月11日  |
| ×    | 前田吉朗                   | 5分3R終了 判定0-3              | PANCRASE 2004 BRAVE TOUR                                 | 2004年8月22日  |
| ○    | ハニ・ヤヒーラ             | 5分3R終了 判定3-0              | Jungle Fight 2                                           | 2004年5月15日  |

### グラップリング
| 勝敗 | 対戦相手 | 試合結果                 | 大会名                                     | 開催年月日    |
| ○    | 宇野薫   | 2R 3:15 腕ひしぎ十字固め | Grapplers Quest at UFC Fan Expo Vegas 2010 | 2010年5月29日 |

## 獲得タイトル
- 世界柔術選手権 黒帯ペナ級 優勝（2001年）
- 世界柔術選手権 黒帯ペナ級 優勝（2連覇）（2002年）
- 世界柔術選手権 黒帯ペナ級 3位（2003年）
- 世界柔術選手権 黒帯ペナ級 2位（2004年）
- 世界柔術選手権 黒帯ペナ級 優勝（2005年）
- ブラジル柔術選手権 黒帯ペナ級 優勝（2000年）
- ブラジル柔術選手権 黒帯ペナ級 優勝（2連覇）（2001年）
- ブラジル柔術選手権 黒帯ペナ級 優勝（3連覇）（2002年）
- ブラジル柔術選手権 黒帯ペナ級 優勝（4連覇）（2003年）
- Gracie FCウェルター級王座（2007年）